# Araucaria scopulorum
Araucaria scopulorum är en barrträdart som beskrevs av De Laub. Araucaria scopulorum ingår i släktet Araucaria och familjen Araucariaceae. IUCN kategoriserar arten globalt som starkt hotad. Inga underarter finns listade i Catalogue of Life.